# 聖羅薩 (考卡省)

聖羅薩（西班牙語：Santa Rosa），是哥倫比亞的城鎮，位於該國西南部考卡省，距離波帕揚270公里，面積1,700平方公里，2005年人口9,579，人口密度每平方公里2.99人。
1°43′46″N 76°36′16″W / 1.72944°N 76.6044°W